# جائزة إيطاليا الكبرى 2006
جائزة إيطاليا الكبرى 2006 (بالإنجليزية: 2006 Italian Grand Prix)‏ هو سباق فورمولا 1 أقيم بتاريخ 10 سبتمبر 2006 في حلبة مونزا، إيطاليا. كان الخامس عشر من أصل 18 في بطولة العالم لسباقات الفورمولا واحد موسم 2006. حلّ الألماني مايكل شوماخر أولا بينما جاء الفنلندي كيمي رايكونن في المركز الثاني وحصل على المركز الثالث البولندي روبرت كوبيتسا.